# Chilobrachys soricinus
Chilobrachys soricinus är en spindelart som först beskrevs av Tamerlan Thorell 1887. Chilobrachys soricinus ingår i släktet Chilobrachys och familjen fågelspindlar.
Artens utbredningsområde är Myanmar. Inga underarter finns listade i Catalogue of Life.